# Pararge emilyssa
Pararge emilyssa är en fjärilsart som beskrevs av Ruggero Verity 1919. Pararge emilyssa ingår i släktet Pararge och familjen praktfjärilar. Inga underarter finns listade i Catalogue of Life.